# Regioni della Lituania

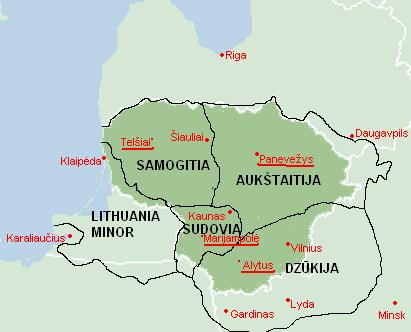
Le regioni storiche

La Lituania è tradizionalmente suddivisa in regioni storiche e culturali (chiamate regioni etnografiche).
Gli esatti confini delle regioni non sono determinati in quanto le regioni non hanno alcun potere politico o valenza amministrativa: sono solo delimitate dalla comunanza di aspetti linguistici, tradizionali e culturali. Corrispondono grossomodo alla diffusione sul territorio dei vari dialetti, ma anche questo assunto non è sempre esatto: ad esempio, il dialetto della Dzūkija è chiamato aukštaiziano meridionale nonostante la Dzūkija non faccia parte della Aukštaitija.

## Lista
Un elenco delle regioni, con indicazione della posizione geografica nel Paese baltico e della città principale, da considerarsi alla stregua di un "capoluogo" figurato, più la seconda per popolazione:
| Simbolo | Nome                                                                        | Città principali     | Posizione |
| ------- | --------------------------------------------------------------------------- | -------------------- | --- |
|         | Aukštaitija (letteralmente terre alte)                                      | Panevėžys Utena      | A nord-est della Lituania: storicamente, ne facevano parte anche il sud-est della Lettonia e il nord-ovest della Bielorussia |
|         | Dzūkija (Dzūkija o Dainava, letteralmente terra dei canti)                  | Alytus Vilnius       | Parte sud-orientale del Paese, compresi dei territori della Bielorussia e parte della Polonia                                |
|         | Lituania minore (Mažoji Lietuva)                                            | Klaipėda Kaliningrad | Sulla costa, include territori attualmente compresi nell'oblast di Kaliningrad e una parte della Polonia settentrionale      |
|         | Samogizia, (Žemaitija, letteralmente terre basse)                           | Telšiai Šiauliai     | Parte occidentale del Paese                                                                                                  |
|         | Sudovia (Sūduva o più raramente Suvalkija, letteralmente terra dei Suvalkai | Marijampolė Kaunas   | A sud-ovest del Paese, comprende una piccola porzione di Polonia                                                             |

Benché le regioni non siano entità politiche o amministrative hanno una città che ne è considerata la capitale, non necessariamente è la città più popolosa.

## Storia e prospettive

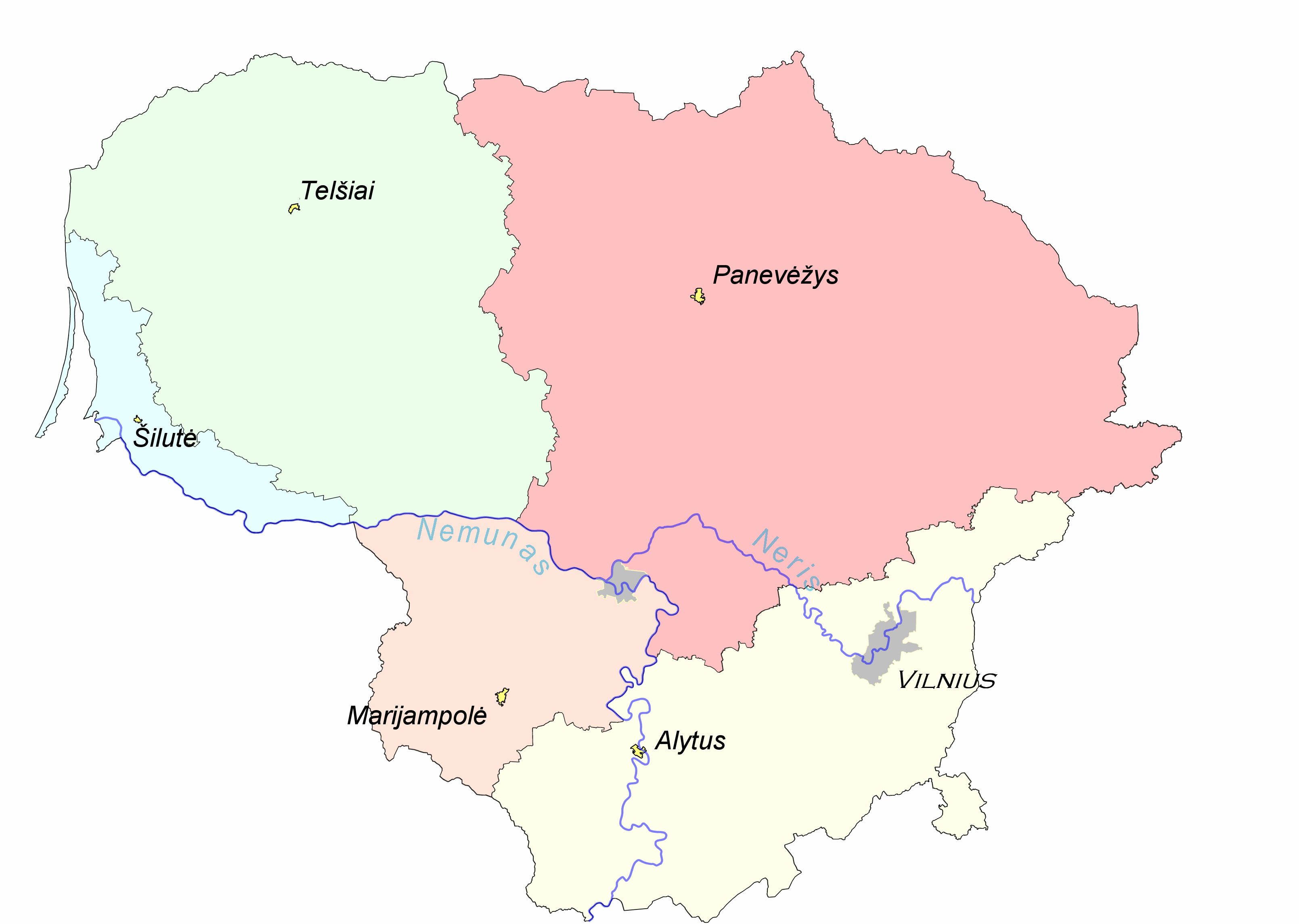
azzurro - Lituania minore
verde chiaro - Samogizia
rosa - Aukštaitija
giallo - Dzūkija
beige - Sudovia
in giallo - capitali (non ufficiali)

Tranne la Samogizia, nessuna delle regioni è mai stata un'entità politica o amministrativa. Vi è un progetto recente che prevede la modifica dell'assetto amministrativo del Paese con il passaggio dalle contee (soppresse nel 2010) alle regioni che verrebbero chiamate (žemė, al plurale žemės tradotto significa terra). I sostenitori del cambiamento affermano che 10 contee erano troppe, dati i limitati poteri delle stesse. Un altro argomento presentato a favore della sostituzione, è che anche in altri paesi vi è una rivalutazione delle regioni storiche, mentre i confini delle contee furono creati in maniera del tutto arbitraria e artificiale.
Uno dei sostenitori del progetto è l'ex-presidente della repubblica Rolandas Paksas ma i tempi e i modi non sono ancora ben definiti.
È presumibile che qualora la riforma venga attuata le regioni sarebbero 4 e non cinque. Gran parte della Lituania minore è infatti in territorio russo e la piccola parte rimanente in territorio lituano è abitata da popolazioni non originarie dell'area, è probabile che venga quindi inglobata nella Samogizia.

## Galleria d’immagini

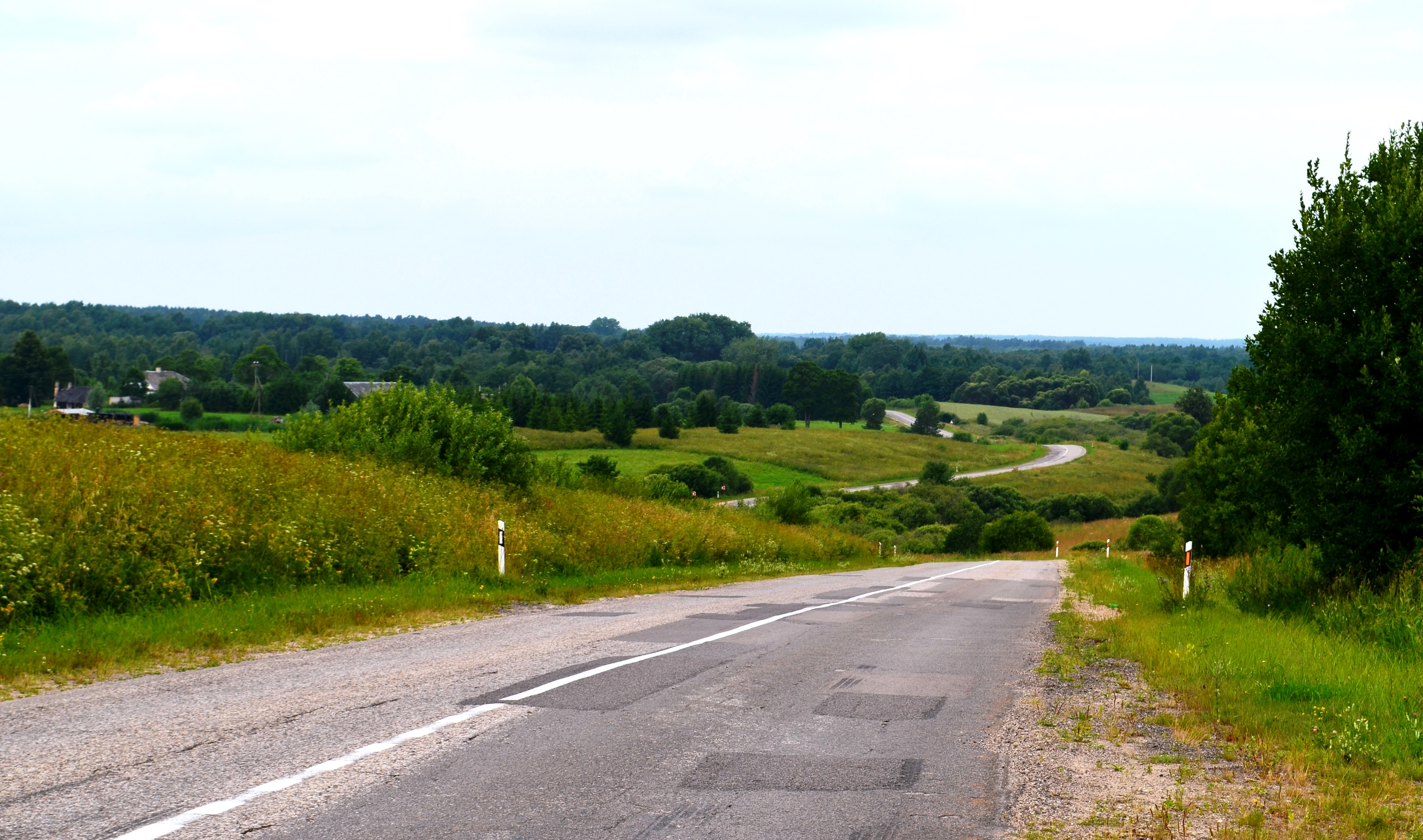
Strada nella contea di Utena
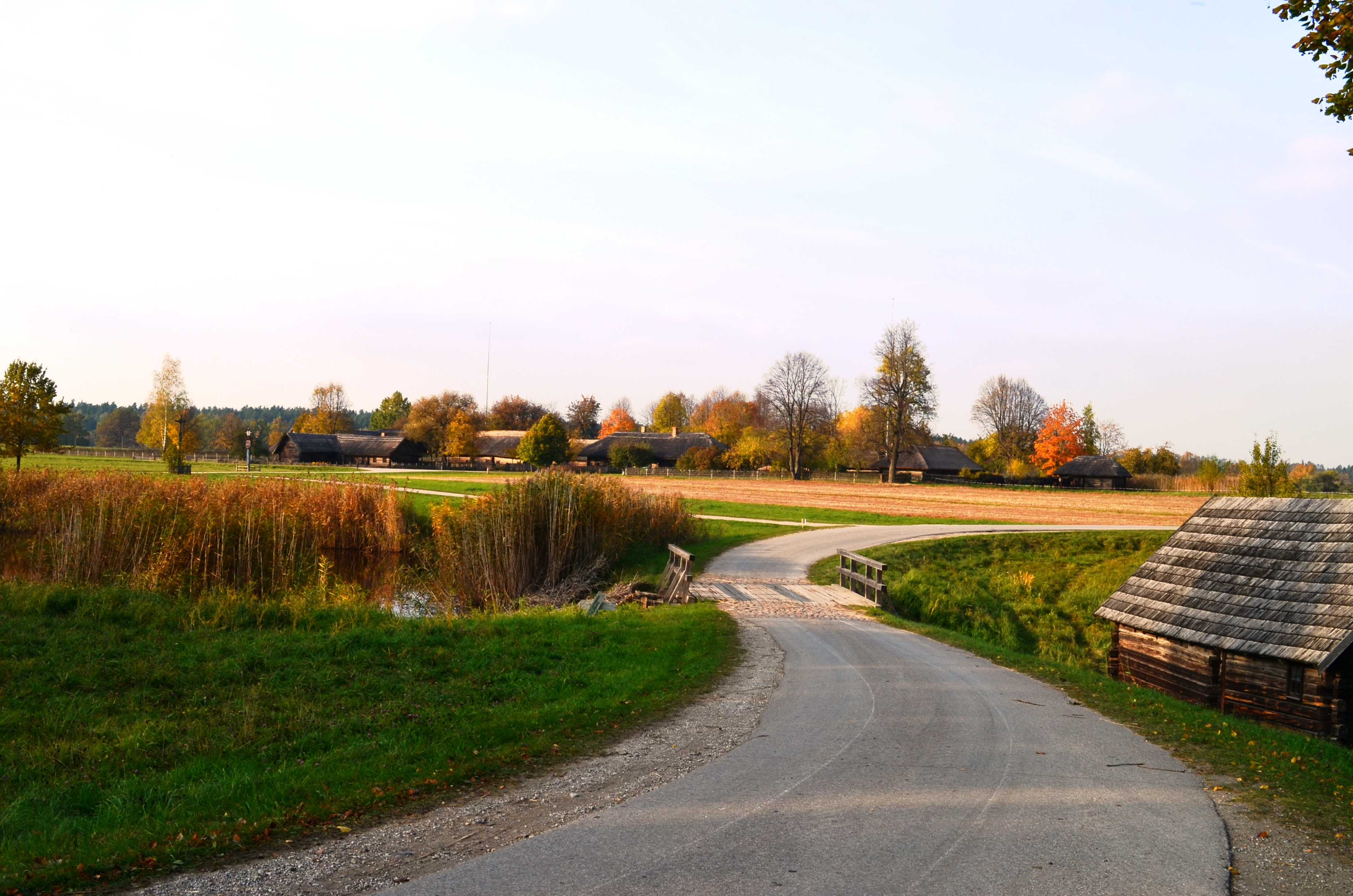
Paesaggio tipico dell’Aukštaitija
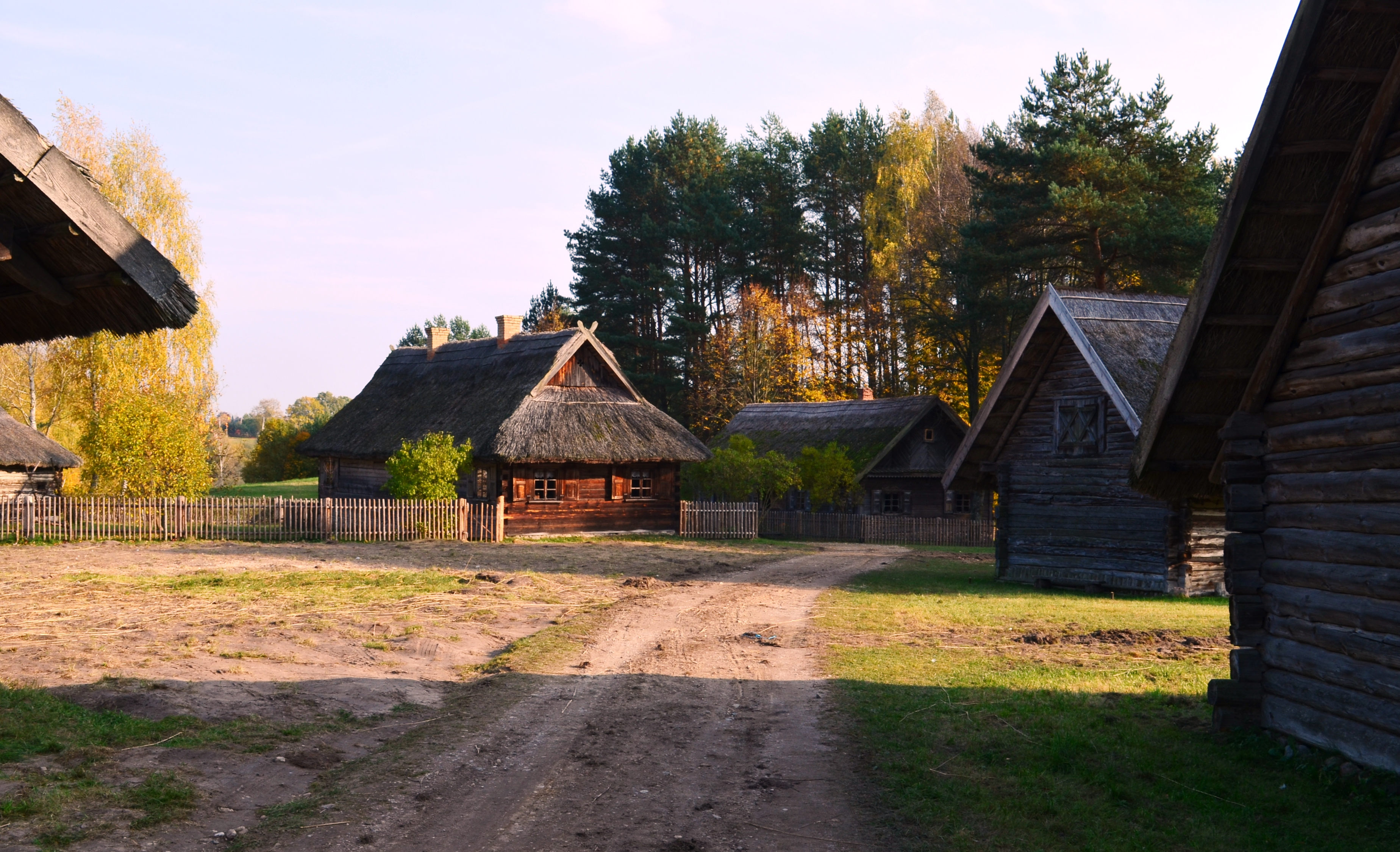
Villaggio nella Dzūkija
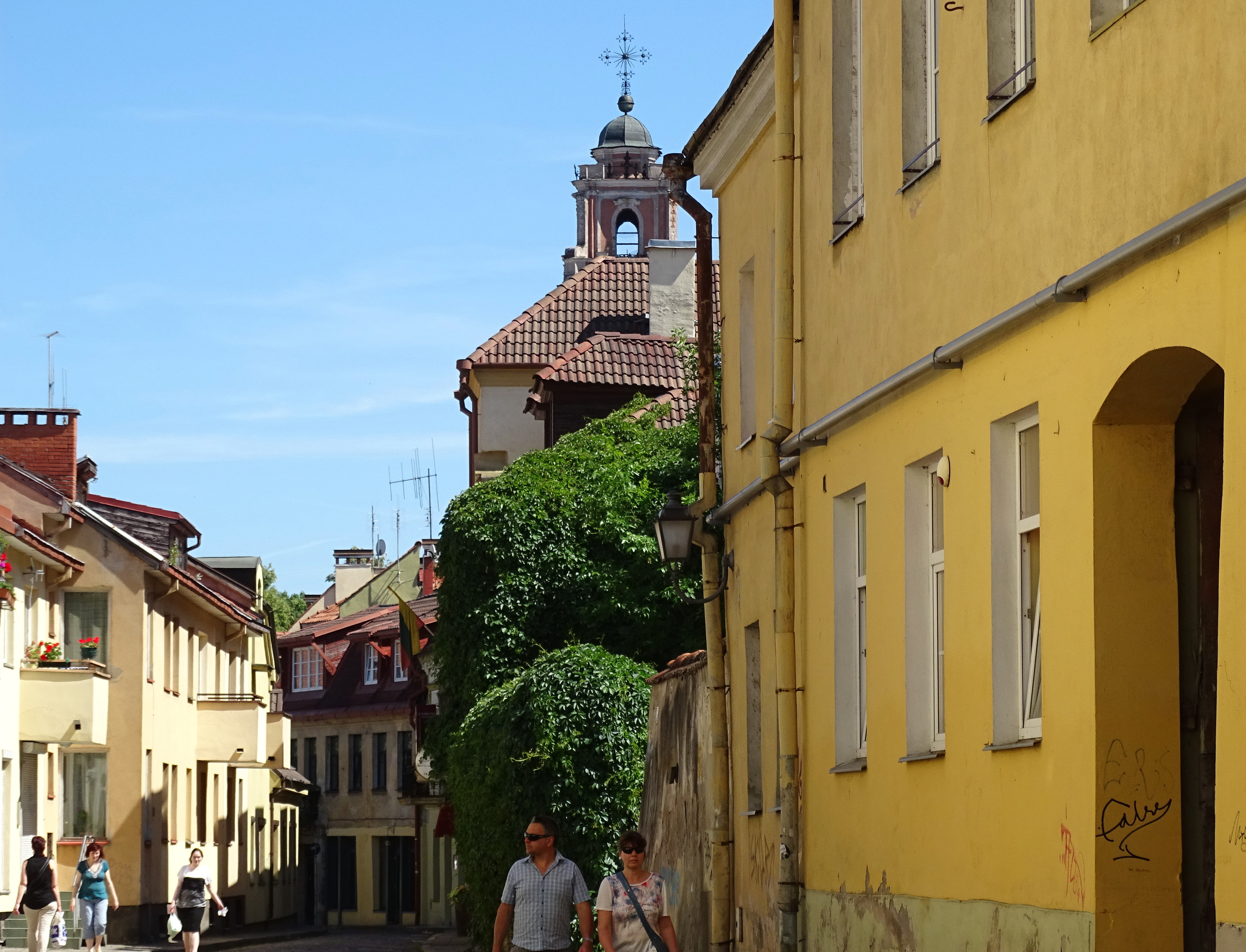
Scorcio di Vilnius, “capoluogo” della Dzūkija
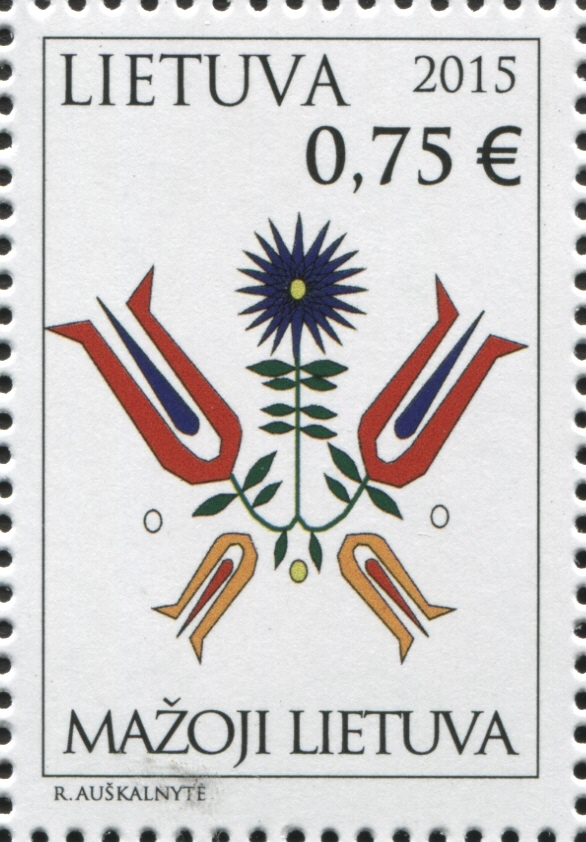
Francobollo della Lituania minore
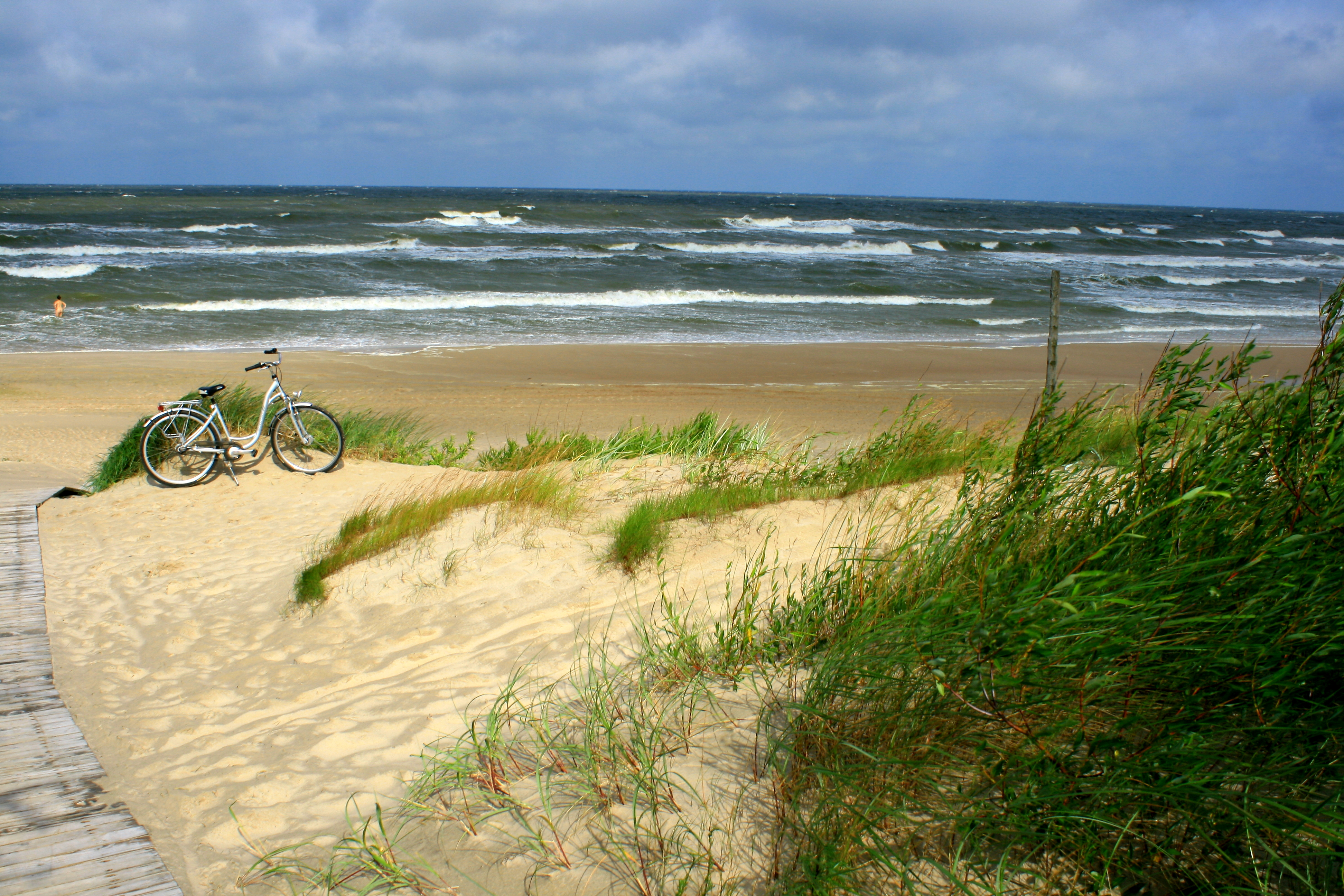
Mar Baltico presso Palanga
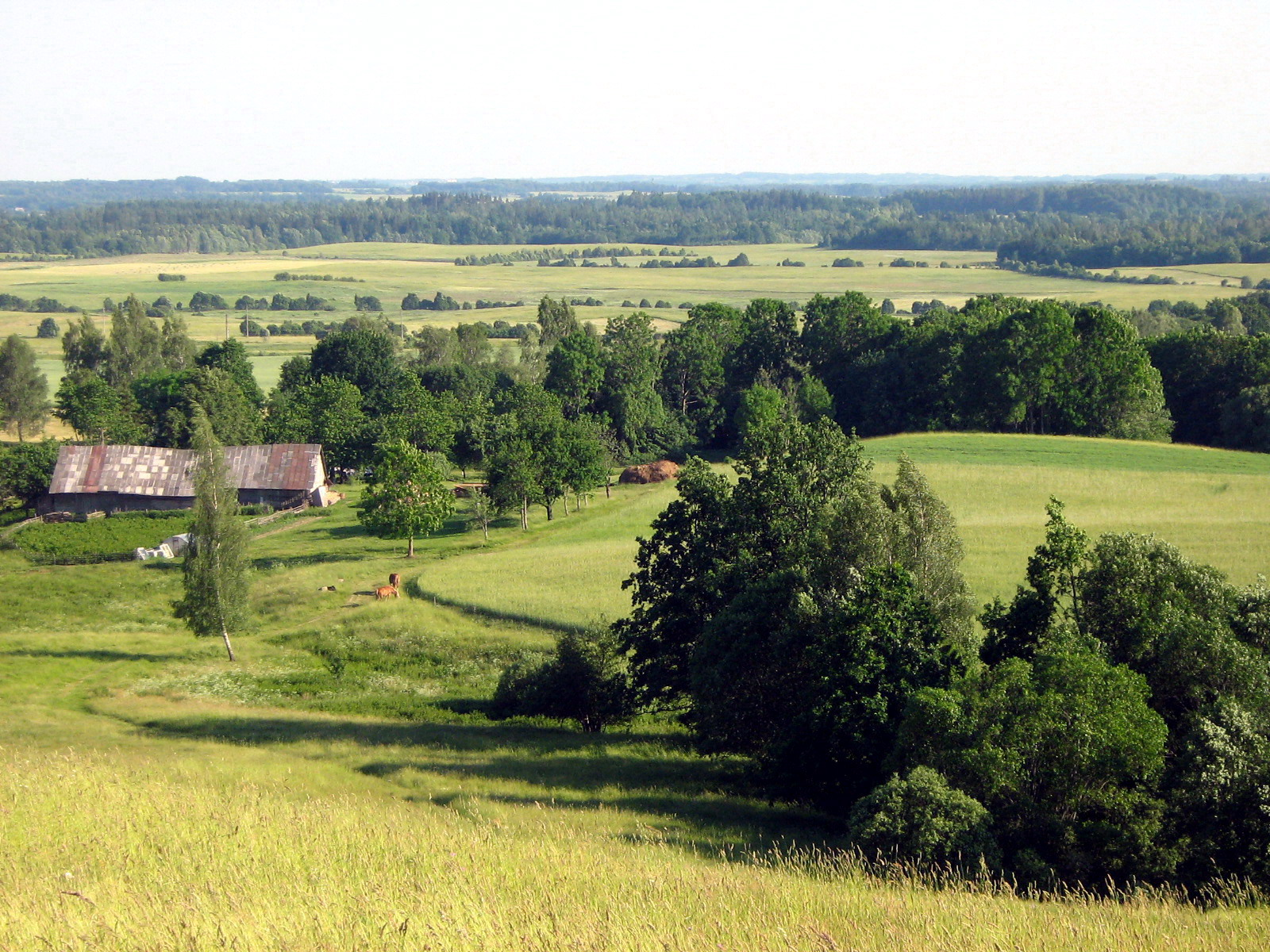
Bosco in Samogizia
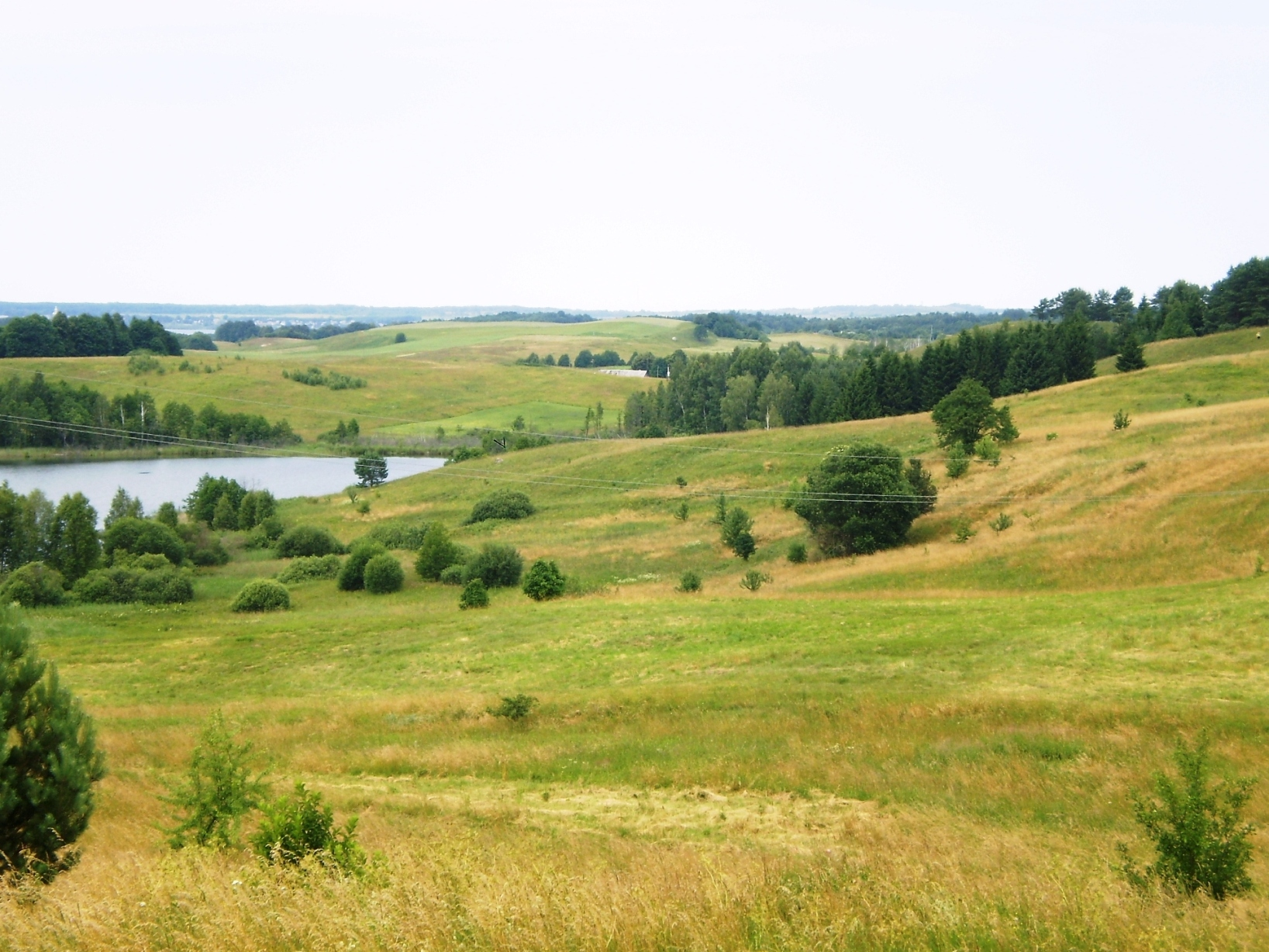
Paesaggio della Sudovia
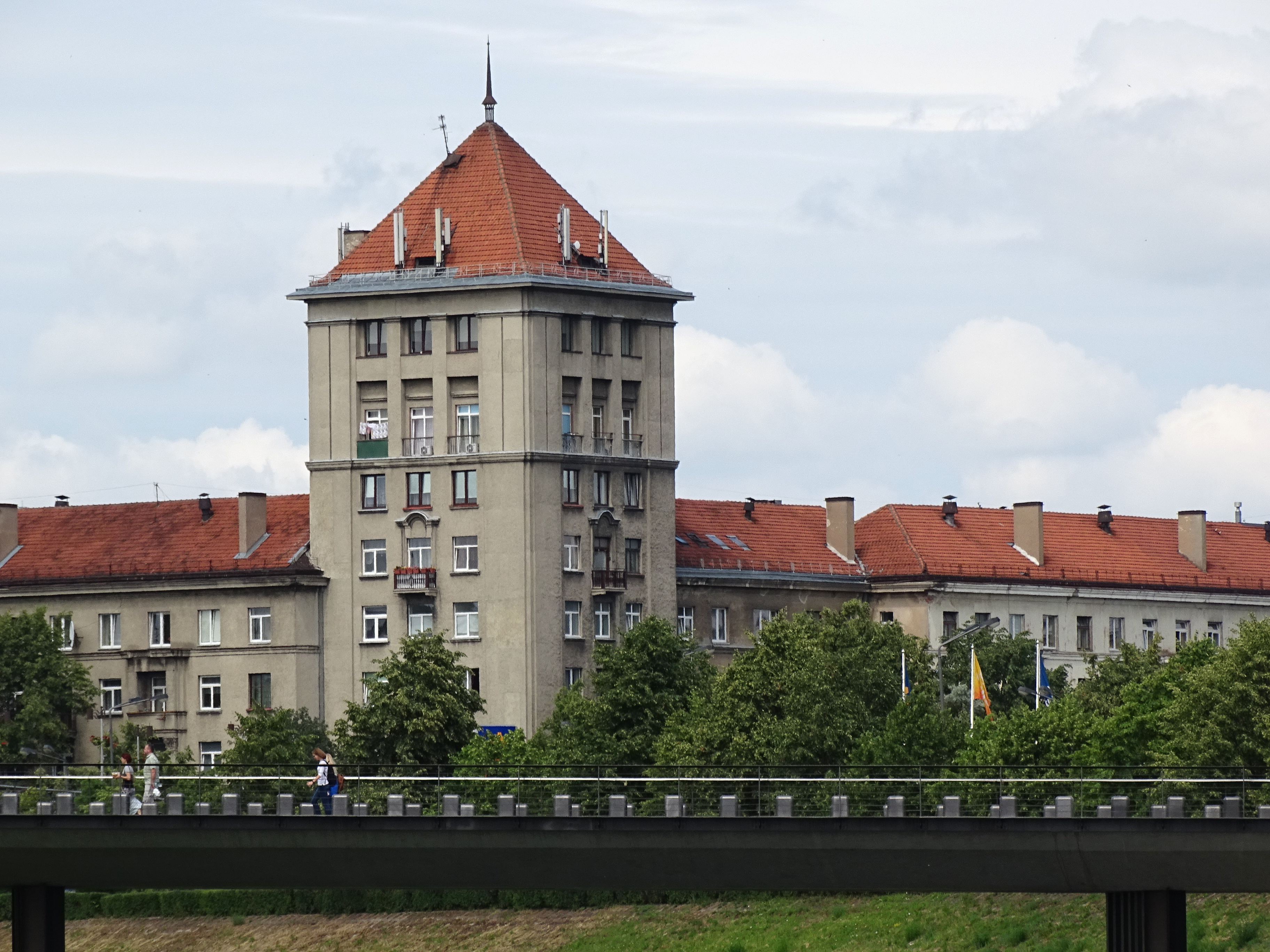
Palazzo presso Kaunas